# جوني هارت (كاتب)
جوني هارت (بالإنجليزية: Johnny Hart)‏ هو رسام كارتون وكاتب أمريكي، ولد في 18 فبراير 1931 في مقاطعة بروم في الولايات المتحدة، وتوفي في 7 أبريل 2007 في نيويورك في الولايات المتحدة بسبب سكتة.

## وصلات خارجية
- جوني هارت على موقع IMDb (الإنجليزية)
- جوني هارت على موقع إن إن دي بي (الإنجليزية)
- جوني هارت على موقع ديسكوغز (الإنجليزية)
- جوني هارت على موقع قاعدة بيانات الفيلم (الإنجليزية)